# Phyllotocus armstrongi
Phyllotocus armstrongi är en skalbaggsart som beskrevs av Britton 1957. Phyllotocus armstrongi ingår i släktet Phyllotocus och familjen Melolonthidae. Inga underarter finns listade i Catalogue of Life.